# (473003) 2015 HR36
(473003) 2015 HR36 es un asteroide perteneciente al cinturón de asteroides, descubierto el 28 de abril de 2011 por el equipo del Mount Lemmon Survey desde el Observatorio del Monte Lemmon, Arizona, Estados Unidos.

## Designación y nombre
Designado provisionalmente como 2015 HR36.

## Características orbitales
2015 HR36 está situado a una distancia media del Sol de 2,523 ua, pudiendo alejarse hasta 2,828 ua y acercarse hasta 2,217 ua. Su excentricidad es 0,121 y la inclinación orbital 12,31 grados. Emplea 1463 días en completar una órbita alrededor del Sol.

## Características físicas
La magnitud absoluta de 2015 HR36 es 16,5.